# Arija (kommun)
Arija är en kommun i Spanien.   Den ligger i provinsen Provincia de Burgos och regionen Kastilien och Leon, i den norra delen av landet, 290 km norr om huvudstaden Madrid. Antalet invånare är 156. Arija ligger vid sjön Embalse del Ebro.